# 肯尼娅·卡尔卡塞斯
肯尼娅·卡尔卡塞斯（西班牙語：Kenia Carcaces，1986年1月22日—），古巴女子排球运动员。她曾代表古巴国家队参加2008年夏季奥林匹克运动会排球比赛，结果队伍获得第四名，无缘奖牌。